# Władysław Niwiński
Władysław Niwiński (zm. 1943) – główny bohater polskiego serialu telewizyjnego pt. Polskie drogi z 1976 w reżyserii Janusza Morgensterna. W jego rolę wcielił się Karol Strasburger.

## Życiorys postaci
Władysław Niwiński pochodzi z inteligenckiej rodziny z Warszawy. Jego ojciec Leopold jest nauczycielem historii, a matka Zofia urzędniczką pocztową.
W chwili rozpoczęcia akcji serialu, tj. tuż po wybuchu II wojny światowej, jest podchorążym rezerwy Wojska Polskiego i bierze udział w kampanii wrześniowej jako dowódca plutonu kawalerii. Jest połowa września 1939. Przyprowadza niemieckiego jeńca swojemu przełożonemu w stopniu rotmistrza, po czym otrzymuje od niego rozkaz wykonania misji specjalnej – z polecenia Prezydenta RP Ignacego Mościckiego konwojowania dyrektora Gozdalskiego z jego ładunkiem do Krzemieńca na krańcu ówczesnego obszaru Polski. Podkomendnym Niwińskiego jest kapral Leon Kuraś. Oddział zatrzymuje się tymczasowo we wsi, gdzie stacjonują polscy żołnierze (podchorąży zna te tereny, gdyż bywał tam dawniej na wakacjach). Niwiński z konwojem odwiedza znajomą rodzinę osadników niemieckich Heimannów, którzy prowadzą młyn. W tym czasie trafia też do szkoły w Porytem szukając pomocy medycznej dla rannego w nogę majora Leona Korwina. Poznaje tam komunistę Stanisława Mrowińskiego, a między nimi dochodzi do ostrej sprzeczki dotyczącej aktualnej sytuacji kraju – podchorąży wciąż wierzy w szybkie zakończenie wojny i pomoc ze strony sojuszników Wielkiej Brytanii i Francji, zaś nauczyciela oskarża o zdradę i unikanie służby wojskowej. Następnie w miejscowości Niwiński uwalnia z rąk mieszkańców profesora Zygadlewicza i jego córkę, w wyniku zbiegu okoliczności fałszywie oskarżonych o szpiegostwo. Podczas nalotu Luftwaffe we dworze ginie kapitan Tadeusz Miszczyk, który przewoził ważne dokumenty – kasetę pancerną z aktami zawierającymi dane personalne ważnych polskich urzędników i mundurowych. Wojskowy zostaje pochowany przy dworze wraz z innymi ofiarami ostrzału, a kaseta z dokumentami zostaje ukryta w starej studni. Następca majora Korwina, kapitan Rogalski, zleca Niwińskiemu zadanie przeprawienia się przez jezioro i otworzenia ognia do Niemców celem zatrzymania ich na czas przejścia reszty żołnierzy. W gospodarstwie Heimannów Niwiński spotyka córkę gospodarzy, Anię, której brat Jan (niem. Johann) zabrania jej wychodzenia z domu i według niej zachowuje się ostatnio dziwnie. Wieczorem Johann wymyka się z domu, a w nocy przed planowanym odjazdem polskiego oddziału na gospodarstwo napada nieumundurowana grupa dowodzona przez niego i zabija czterech żołnierzy Niwińskiego oraz Gozdalskiego. W wymianie ognia ginie też stary Heimann (w mroku nocy zabija go jeden z towarzyszy Johanna). W ładunku przewożonym przez Gozdalskiego, Niwiński odkrywa wydrukowane, lecz nie wprowadzone jeszcze do obiegu banknoty polskich złotych. Poleca Kurasiowi ich spalenie jako nieprzydatnych, po czym żołnierze odjeżdżają z pobojowiska w gospodarstwie Heimannów. Pozostali żołnierze oddziału Rogalskiego planowo przechodzą przez most, choć nie bez strat.
Po dwóch tygodniach tułaczki Władysław Niwiński dociera z Kurasiem do wsi Owczary przy granicy ze Słowacją i Węgrami. Zatrzymują się u miejscowego księdza. Tam podchorąży spotyka uprzednio poznanego porucznika Józefa Zawistowskiego, byłego podkomendnego majora Leona Korwina. Pierwotnie Niwiński zamierza przedostać się do Francji, gdyż chce nadal walczyć. Tuż przed jego wyruszeniem okazuje się, że do wsi wjeżdżają Niemcy. Mimo szybkiego przebrania się w kościele, obaj z Kurasiem zostają zdemaskowani i aresztowani (Leon symulował spowiednika, a Władysław penitenta). W czasie konwojowania Kuraś zagaduje feldfebla i przekupuje go banknotami, których części wcześniej, mimo rozkazu, nie spalił. Dzięki temu uwalnia siebie, Niwińskiego i majora Linowskiego. Podczas oczekiwania na dworcu kolejowym Kuraś zostaje wepchnięty przez Niemców do wagonu z jeńcami i trafia do stalagu. Tymczasem w Warszawie rodzina Niwińskiego nie ma o nim żadnej wiadomości, ich kamienica (należąca do Żyda Sommera) jest zniszczona, a rodzice mieszkają przy ulicy Wilczej. Johann Heimann, już w mundurze SS, poszukuje Niwińskich – ojca i syna. Władysław przybywa do Krakowa i tam zastaje go proklamacja Generalnego Gubernatorstwa (26 października 1939). Odwiedza ciotkę Rysińską, a ze słów matki w liście wysłanym do niej wnioskuje, że jest poszukiwany przez Niemców. W mieście spotyka profesora Zygadlewicza i uzyskuje pomoc od jego rodziny. Celem wyrobienia fałszywych dokumentów, wykonuje zdjęcie i dzięki temu w zakładzie fotograficznym poznaje Basię Białasównę. Profesor Zygadlewicz jako wykładowca akademicki zostaje aresztowany w ramach Sonderaktion Krakau 6 listopada 1939, czego świadkiem jest Niwiński.
W Krakowie Johann Heimann rozpoznaje twarz Niwińskiego na zdjęciu wystawionym w witrynie fotografa Tadeusza Białasa (wystawę przygotowała uprzednio Basia). Oczekuje na Władysława, który ma odebrać wywołane zdjęcia, jednak w jego zastępstwie przypadkiem przychodzi Justyna Zygadlewicz, a fotograf sprytnie nie doprowadza do zdemaskowania jej przez czatującego obok Heimanna i przekazuje w kopercie ostrzeżenie dla Władysława i jego zagrożonej córki, po czym sam zostaje aresztowany, gdyż Heimann dostrzega jego zmyślną grę. Władysław ukrywa się z Basią przed aresztowaniem, jednak nadal nie wie, dlaczego jest poszukiwany. Niezamierzenie powoli wplątuje się w kontakty z różnymi ludźmi (m.in. poznaje komunistę). Jednocześnie nie jest przekonany czy powinien próbować walczyć czy ukrywać się i przeczekać niebezpieczny czas. Ostatecznie decyduje się wyjechać poza teren GG do bezpiecznego miejsca, gdzie przebywa ukrywana Basia – jej rodzina określa to jako „najspokojniejsze miejsce na świecie” (jest to miejscowość Zasole w pobliżu Auschwitz na terenie III Rzeszy). Związuje się uczuciowo z Basią. Po pewnym okresie zyskuje większe bezpieczeństwo, jednak powoli dochodzi do wniosku, że chciałby działać na rzecz Ojczyzny. W międzyczasie pracuje w branży ogrodniczej u wuja Basi, a poza tym przyjmuje do zrealizowania zadanie zlecone przez środowisko komunistów, polegające na wykonaniu zdjęć tworzonej przez Niemców infrastruktury o niewiadomym charakterze (jest to przyszły obóz koncentracyjny Auschwitz). Akcja nie udaje się w pełni, gdyż Niwiński jest zmuszony do ucieczki, a gestapo wpada na jego trop, zaś następnie podchorąży wyjeżdża z Auschwitz. W tym czasie dysponuje dokumentami na nazwisko Tadeusz Miszczyk, syn Henryka (jest to tożsamość poległego we wrześniu 1939 kapitana) i tak się przedstawia. Wśród zainteresowanych osób (poszukującymi prawdziwego Miszczyka są szef Abwehry, major Heynckess oraz żona Miszczyka, Maryla) powstaje konsternacja i zmienne informacje odnośnie do faktu życia lub śmierci kapitana. Aresztowany zostaje kościelny Kulpiński z Owczar, który miał przekazać Miszczykowej pozostawione przez Władka na plebanii dokumenty zmarłego męża. Natomiast w Warszawie w obliczu aresztowania brata, konfident Henryk Gorączko poszukuje kobiety, która wcześniej przekazała mu w dobrej wierze donos na niego (jest nią Zofia Niwińska, matka Władysława, zaangażowana w tajną akcję sprawdzania korespondencji na poczcie). Niwiński przyjeżdża do Dirschau, gdzie spotyka się z Leonen Kurasiem, który w międzyczasie uciekł ze stalagu i znów mieszka z żoną. Kuraś pracuje jako szklarz i zatrudnia Władysława u siebie. Odbywa się wesele siostry Leona, w trakcie którego władze niemieckie powiadamiają o ich przymusowym przesiedleniu do Generalnego Gubernatorstwa. Wagon z przesiedleńcami dociera do granicy GG i jego pasażerowie dowiadują się o ataku Niemiec na Norwegię (10 kwietnia 1940). Następnie zatrzymują się u brata Urszuli Kurasiowej, Bolesława Olczaka w Legionowie i zamierzają dotrzeć do Warszawy, zaś Władysław planuje być tam krótko, a potem wyjechać do Francji. Ludność wciąż wierzy, że państwo to wystąpi przeciw Niemcom i udzieli pomocy Polsce. Niwiński przybywa do Warszawy, wpierw do zniszczonej już rodzinnej kamienicy, gdzie spotyka dozorcę Tośka Szczubełka, a następnie próbuje odszukać rodziców (jego ojciec w tym czasie rozpoczyna nauczanie historii na tajnych kompletach, a matka pracuje na poczcie uczestnicząc w lustracji listów). Odwiedza też ciotkę chrzestną Żychlińską, a przy próbie kolejnej wizyty u niej szczęśliwie ucieka obławie przygotowanej na niego. Ukrywa go rodzina Szczubełków, w tym syn Mundek, tramwajarz, działacz komunistyczny (tam też Niwiński spotyka ponownie komunistę Stanisława Mrowińskiego, którego poznał w Porytem we wrześniu 1939). Ich poglądy na walkę ścierają się. Tymczasem Niemcy stopniowo rozpracowują jego wcześniejsze działania pod nazwiskiem Miszczyka (w Owczarach i Auschwitz). Konfident Gorączko na zlecenie Niemców dociera do Auschwitz i wypytuje tam Adaśkę Horoszewskiego o Miszczyka. W czerwcu 1940 ludność polska otrzymuje beznadziejną informację o klęsce Francji (samobójstwo popełnia jej czciciel, profesor Jedliński, nauczający geografii w tajnym nauczaniu).
Rok po rozpoczęciu wojny, jesienią 1940 Niwiński współpracuje z Kurasiem prowadzącym handel i szmugiel (oficjalnie Kuraś działa w spółce z Franciszkiem Bolkowskim; prowadzą zakład pogrzebowy, zaś towary handlowe przewożą pojazdem-karawanem, a umożliwiają to wystawione fałszywe akty zgonu). Ojciec Władysława jest w Krakowie. Wówczas Władysław oznajmia swoje aktualne podejście: Przyjąłem punkt widzenia Kurasia: przetrwać, nie mieszać się. W tym czasie zamieszkująca w Warszawie, Ewelina Heimann (podobnie jak jej syn Johann), szuka zemsty na Władysławie za śmierć męża. Uzyskujący o tym wiedzę na spowiedzi ksiądz Andrzej postanawia zachować się patriotycznie, śledzi ją i dowiaduje się, kto ma być ofiarą zemsty, a następnie poprzez antykwariusza Pawła Krajewskiego chce ostrzec Władysława o grożącym mu niebezpieczeństwie. Ewelina Heimann trafia do wróżki Honoraty współpracującej z gestapo, lecz po tym, jak informacja o tym dociera do funkcjonariuszy niemieckich, zakazują oni Johannowi Heimannowi prowadzenia prywatnego śledztwa i kierują go do innych działań pod przykryciem w tożsamości Polaka. Naczelnik poczty i działacz podziemia, Stefan, ostrzega Władysława i zaleca mu ucieczkę. Jego współpracownik przekazuje Niwińskiemu nową tożsamość, zgodnie z którą ma funkcjonować jako Wiktor Lichosik, lekarz weterynarii. Tuż po tym Niwiński zostaje aresztowany w zbiorowej łapance w kawiarni „Mokka” i osadzony na Pawiaku (wraz z nim w celi przebywa Tosiek Szczubełek). Wkrótce Władysław zostaje zwolniony z więzienia, co sam przypisuje swoim obecnym „mocnym papierom” (Kuraś nie mówi mu, że stało się to dzięki wpłaceniu przez niego łapówki, na co przeznaczył cały swój majątek – w wyniku tego traci udział w spółce zakładu pogrzebowego z Bolkowskim). Tosiek Szczubełek wraz z innymi osadzonymi zostaje rozstrzelany w Palmirach tuż przed dniem Wszystkich Świętych 1940.
Następnie Władysław Niwiński powraca z Krakowa i docierając do Warszawy, jak zwykle zatrzymuje się w domu Szczubełków. Twierdzi, że w minionym czasie, od jesieni 1940, ukrywał się na Podkarpaciu, zaś pobyt wydłużył się z powodu tyfusu. Po raz kolejny angażuje się w działalność kierowaną przez komunistów (odzyskanie zakopanej maszyny drukarskiej). Mimo tego jasno deklaruje działaczom bojówki, że nie zrobił tego dla nich. Tymczasem Johann Heimann działa w cywilu w tożsamości Jan Nowaczyk – jako inkasent elektrowni ma rozpracowywać środowisko komunistów w Warszawie (w tym czasie jego matka mieszka już w Krakowie). Władysław w stolicy spotyka się z dawnymi kolegami szkolnymi oraz porucznikiem Józefem Zawistowskim (obecnie żołnierzem Armii Krajowej), któremu tłumaczy się z udziału w akcji komunistów. Latem 1941 zostaje pomocnikiem Kurasia, który wówczas prowadzi pralnię chemiczną (z tego faktu niezadowolona jest jego żona Urszula, która obarcza Władysława za pojawiające się w ich życiu kłopoty). Przypadkiem z usług pralni korzysta pianistka Maryla Miszczykowa, wdowa po kapitanie z września 1939. Poszukujący kapitana major Heynckess nie dostaje informacji od konfidenta Henryka Gorączki, więc sam dociera do Maryli Miszczykowej, posługując się pretekstem udzielenia lekcji nauki gry na fortepianie jego siostrzeńcowi, Jürgenowi. Niwiński usiłuje powiedzieć Miszczykowej prawdę o śmierci męża, jednak zbieg okoliczności uniemożliwia to, dlatego wdowa nadal jest utrzymywana w przeświadczeniu o tym, że mąż żyje, o czym dodatkowo z drugiej strony utwierdza ją major Abwehry. Komuniści ponownie zachęcają Niwińskiego do współdziałania z nimi w ramach planowanych dywersji skierowanych przeciw Niemcom przenoszących siły na wschód z myślą o ataku na ZSRR (wiedzę o tym mają akowcy, porucznik Józef Zawistowski i Paweł Krajewski). Aresztowany zostaje przyjaciel Kurasia, Adaśko Horoszewski (pracownik cukierni konfidenta Henryka Gorączki, na zlecenie Abwehry usiłującego odszukać Tadeusza Miszczyka) i następnie ginie z rozkazu Kliefhorna. Niwiński z Bugajczykiem i Kurasiem osobiście udają się do Gorączki, jednak ten ucieka, po czym osaczony popełnia samobójstwo. Ostatecznie Władysław, przy pomocy Jerzego z AK, przekazuje Maryli Miszczykowej szczegóły dotyczące jej męża i jego śmierci w 1939 oraz fakt, że on sam funkcjonował pod nazwiskiem kapitana przez rok.
Jesienią 1941 Niwiński ponownie współpracuje z AK poprzez porucznika Józefa Zawistowskiego. Obaj tworzą plan odwiedzin Maryli Miszczykowej we dworze, gdzie we wrześniu 1939 zginął jej mąż, Tadeusz. Wdowa jedzie tam planowo w towarzystwie asystującego jej majora Heynkessa, natomiast Władysław przybywa tam wcześniej, wydobywa ze studni ukrytą w niej podczas kampanii kasetę z dokumentami, zawierającymi przedwojenne adresy, którą pierwotnie tuż po wybuchu wojny przewoził kapitan Miszczyk. Po odwiedzinach grobu męża, Miszczykowa zabiera ofiarowany przez gospodarzy koszyk z prowiantem i przewozi go bezpiecznie do Warszawy samochodem Heynkessa. Akcja udaje się, natomiast jak stwierdza porucznik Józef Zawistowski w rozmowie z szefem komórki AK, aptekarzem Kudlińskim, Władysław nie jest żołnierzem AK i uczestniczył w akcji jako osoba niezwiązana (wcześniej istniały wobec niego wątpliwości z uwagi na jego kontakty z komunistami). Następnie Niwiński postanawia odejść z pracy w pralni (żona Kurasia nie toleruje jego obecności, a wcześniej doświadcza poronienia i traci dziecko). Wyjeżdża i udaje się do placówki Rady Głównej Opiekuńczej świetlicy dla dzieci pracujących rodziców, gdzie jest zatrudniona Kasia Kozakiewicz, córka mecenasa Stefana Kozakiewicza, działacza komunistycznego. Niwiński dostrzegając w domu Kozakiewiczów komórkę działaczy komunistycznych, wyjeżdża stamtąd po jednym noclegu. W grudniu 1941 zostaje wykonany wyrok na majorze Heynkessie, co niweczy dalszy plan jego infiltracji przez AK (do zamachu nie przyznaje się Jerzy, zakochany w Maryli Miszczykowej i zazdrosny o Niemca). Władysław nie spędza Wigilii Bożego Narodzenia z Kurasiami. Po zrzucie polskich komunistów z Grupy Inicjatywnej PPR w okolicach Wiązowny (28 grudnia 1941), spotyka przypadkiem Stefana Kozakiewicza, który zaaferowany informuje go, że kilka dni wcześniej powstała Polska Partia Robotnicza (5 stycznia 1942), lecz Władek nie wykazuje zainteresowania tą inicjatywą.
Na wiosnę 1942 Niwiński przypadkiem spotyka w Warszawie Kasię Kozakiewicz przybywającą z Chylic, gdzie w kwietniu 1942 zaprzysiężono pierwszy oddział Gwardii Ludowej im. Stefana Czarnieckiego. Władysław ponownie pracuje w pralni Kurasia. Dostaje informację z Krakowa od matki o tym, że ojciec jest umierający. Przypadkiem jedzie tam jako szofer majora Zawistowskiego. Na łożu śmierci ojciec przekazuje mu rękopis pt. „Historia Polski dla szkół średnich”, który zgodnie z jego ostatnią wolą ma zostać wydany. Ponadto stwierdza, że to lud polski jest najistotniejszym elementem i siłą społeczeństwa. Jedyną ulgą dla niego w chorobie są dawki morfiny. Władek spotyka się z Basią Białasówną, która pracuje jako karmicielka wszy (zatrzymana przez patrol policji pokazuje uda z widocznymi śladami po ukąszeniach przez wszy, co ratuje ją przed aresztowaniem) i załatwia morfinę. Dokładnie w tym czasie w Krakowie Niemcy stosują surowe konsekwencje za próby zamachu na Hansa Franka. 22 maja 1942 w wieku 57 lat umiera Leopold Niwiński, zaś przypadkowo nekrolog zawiadamiający o tym w gazecie czyta Ewelina Heimann, nadal szukająca zemsty za śmierć męża we wrześniu 1939. Za palec Boży uznaje fakt, że dowiedziała się o pogrzebie, na którym będzie obecny Władysław. Po pochówku na cmentarzu Rakowickim Niwiński zostaje aresztowany przez Niemców w cywilu, wśród których jest Johann Heimann. W czasie konwoju zbiegiem okoliczności zostaje uwolniony przez pierwszy oddział Gwardii Ludowej im. Stefana Czarnieckiego, zaprzysiężony niedawno w Chylicach. Po akcji dowódca Sylwek rozpoznaje Niwińskiego (wcześniej zaznajomił się z nim poprzez Kasię Kozakiewicz). Partyzanci zabierają rannego Władka. Następnie jesienią 1942 Niwiński wraz z oddziałem GL dociera na Zamojszczyznę, gdzie trwają akcje wysiedleńcze i pacyfikacyjne. Oddział trafia do wsi Nalepy, gdzie ogłoszono przymusowe pobieranie kontyngentów od mieszkańców. Tam po długiej przerwie Władysław spotyka Leona Kurasia, który poszukuje wywiezionej przez Niemców córki Bożenki. W tym czasie śmiertelnie ranny dowódca oddziału GL, Sylwek, przekazuje Niwińskiemu dowództwo, jednak ten odmawia oświadczając, że nie składał gwardyjskiej przysięgi i że nie jest również komunistą. Mimo to później przewodzi w oddziałowi. Partyzanci dokonują napadu na miejscowy posterunek żandarmerii i uwalniają przetrzymywanych tam więźniów, w tym łączniczkę GL z Warszawy, Martę. Niwiński opiekuje się dziewczyną w chorobie i między nimi kiełkuje uczucie. Następnie Leon Kuraś ostrzega Władka i oddział GL, że Niemcy planują wysiedlenie wsi Nalepy, zaś Władek prosi go o przysługę w postaci wywiezienia stamtąd chorej Marty. Partyzanci GL dokonują udanego ataku na wysiedlających ludność Niemców, a chłop Poraj ratuje życie Niwińskiemu. Potem przychodzi zima oraz przełom 1942/1943 i okazuje się, że w wyniku działań partyzanckich Niemcy cofnęli się przed akcjami pacyfikacyjnymi. Ten czas partyzanci GL spędzają razem nieopodal lasu.
W lutym 1943 Władysław Niwiński przyjeżdża ponownie do Warszawy i po dłuższej przerwie spotyka się z pracującą w szpitalu jako pielęgniarka Martą, która informuje go, że jest z nim w trzecim miesiącu ciąży. Ponadto spotyka się z mecenasem Kozakiewiczem, który mówi, że córka Kasia jest w Auschwitz; potem zachodzi do Mundka Szczubełka, który oznajmia, że ktoś jak on jest potrzebny do przekazywania wiedzy teoretycznej nowym członkom GL. Władek nadal współpracuje z GL i prowadzi tajne komplety dla jego członków (objaśnia m.in. działanie pistoletu Vis wzór 35). Jest nieświadomy faktu, że w tym samym czasie mieszkanie nachodzi Johann Heimann jako inkasent Jan Nowaczyk, działający w celu rozpracowania komunistów. Niwiński odwiedza Kurasia, który nadal bezskutecznie poszukuje córki zabranej przez Niemców. W ich rozmowie dochodzi do sprzeczki, podczas której Leon wyjawia mu we wzburzeniu, że to on wykupił go z Pawiaka w 1940. Władek oznajmia pracującej teraz w warszawskiej kawiarni matce, że zamierzają się pobrać z Martą. Po wybuchu powstania w getcie warszawskim w kwietniu 1943, Niwiński bierze udział w akcji GL ratowania Żydów, uciekających kanałami z getta (planowo miało być uwolnionych ok. 50 osób). W czasie działań dochodzi do strzelaniny, w wyniku której Władek zostaje ciężko ranny. W szpitalu opiekuje się nim Marta, zaś w sali chorych przypadkiem pojawia się Ania Heimann (odwiedza rannego na froncie narzeczonego Klausa) i rozpoznaje Niwińskiego. W obliczu grożącego niebezpieczeństwa, Marta sposobem wykrada ukochanego ze szpitala. Mimo tego, Ania Heimann, która następnie widzi się z bratem, nie informuje go o tym, że trafiła na Władysława. Po trzech miesiącach nieobecności w okresie zdrowienia, Władek spotyka się z matką. Zofia Niwińska ofiarowuje parze obrączki. 30 czerwca 1943 Marta i Władysław biorą ślub kościelny, a tuż po nim w ich kamienicy przy ulicy Spiskiej 14 następuje aresztowanie komendanta głównego AK, Stefana „Grota” Roweckiego, z czego Władek zdaje sobie sprawę dopiero po późniejszej informacji matki. W rozmowie z naczelnikiem poczty i żołnierzem AK w jednej osobie zapewnia, że nie przeszedł na stronę komunistów (taka opinia krąży o nim od dawna w kręgach AK). Następnie Władek, przebywając w Fotoplastikonie, jest świadkiem aresztowania tuż obok działaczy komunistycznych: szewca Stanisława Drabika i mecenasa Stefana Kozakiewicza. W tym czasie gestapo nachodzi żonę Kurasia i zostawia jej zakrwawioną podczas przesłuchania koszulę Leona, próbując pod presją uzyskać od niej dane o Niwińskim. Urszula nie zdradza miejsca zamieszkania Niwińskiego, a nazajutrz na obwieszczeniu ulicznym widzi nazwisko męża jako przewidzianego do ułaskawienia (prócz niego jest wymieniony także Piotr „Lopez” Widymski, szewc Stanisław Drabik i mecenas Stefan Kozakiewicz). Władysław zostaje awansowany do stopnia porucznika. Niwiński nie chce, aby zostały wykonane egzekucje na agentach gestapo – Karolinie i Janie Nowaczykach (prywatnie parze), których zna jako wrogów jedynie z nazwiska i nie zdaje sobie sprawy, że to faktycznie Johann Heimann. Sprzeciwia się mordowaniu wet za wet, gdyż to zagrozi życiu Kurasia, oficjalnie przewidzianego do ułaskawienia. Obecny na spotkaniu komunista, doktor Andrzej Kozakiewicz (brat Stefana) uświadamia Niwińskiego o konieczności walki w obronie własnej. Władek odmawia wykonania wyroku, wobec czego ma być wyznaczony ktoś inny. W szpitalu Marta rodzi dziecko. Grupa więźniów z Leonem Kurasiem zostaje rozstrzelana. Grupa z GL (przed swoim ostatecznym wyjazdem z Warszawy) pod osłoną nocy zamierza dokonać ekshumacji ofiar egzekucji i sprawić im godny pochówek. Początkowo nieprzewidziany do akcji Niwiński zgłasza się do udziału w niej. Tymczasem inicjatorów zdradza producent zamówionych trumien, który informuje Niemców o planowanym pomyśle Polaków, co umożliwia zasadzkę. Na cmentarzu dochodzi do strzelaniny, w wyniku której giną jej uczestnicy, a wśród nich Johann Heimann ze strony niemieckiej i Władysław Niwiński. Jego matka informuje o tym przebywającą w szpitalu Martę i oznajmia, że to one obie muszą nadać imię narodzonemu synowi Władka.
Pomimo swoich antykomunistycznych poglądów, w wyniku splotu wielu okoliczności Niwiński angażuje się w komunistyczny ruch oporu. W opinii twórców serialu główny bohater w końcowych odcinkach przechodzi na pozycje lewicowe.

## Inne informacje
W trakcie realizacji serialu aktor Karol Strasburger samodzielnie proponował kwestie dialogowe odtwarzanej przez siebie postaci Niwińskiego, co akceptował scenarzysta Jerzy Janicki. 
Postać Władysława została stworzona z kilku osób – samego Władysława Niwińskiego będącego postacią autentyczną oraz jego kolegów. Prawdziwy Władysław Niwiński zmarł 24 listopada 2011 roku w Warszawie. 
W plebiscycie tygodnika „Antena” ogłoszonym w połowie 1984 z okazji 20-lecia polskiego filmu telewizyjnego postać Władysława Niwińskiego zajęła trzecie miejsce w głosowaniu na najpopularniejszego bohatera filmu telewizyjnego.